# Fernandocrambus xiphiellus
Fernandocrambus xiphiellus là một loài bướm đêm trong họ Crambidae.